# Bernard Kaanjuka
Bernard Kaanjuka – namibijski trener piłkarski.

## Kariera trenerska
Od września 2011 do marca 2013 prowadził reprezentację Namibii.